# Sixtre
Die Sixtre ist ein Fluss in Frankreich, der im Département Loir-et-Cher in der Region Centre-Val de Loire verläuft. Sie entspringt im Gemeindegebiet von Briou, entwässert generell Richtung Südwest und mündet nach rund 20 Kilometern im Gemeindegebiet von Maves als linker Nebenfluss in die Cisse. Die Flussmündung liegt in dem unter Naturschutz stehenden Feuchtgebiet Marais de la Haute-Cisse.

## Orte am Fluss
(Reihenfolge in Fließrichtung)
- Briou
- Roches
- La Madeleine-Villefrouin
- Maves
- Pontijou, Gemeinde Maves

## Sehenswürdigkeiten
Teile des Tales sind als Natura 2000-Schutzgebiet unter der Nummer FR2400562 registriert.